# Полицейский надзор
Полицейский надзор — в Российской империи административная мера контроля, применявшаяся с начала XIX века. Законодательно введён в 1882 году.
12 марта 1882 года было принято «Положение о полицейском надзоре», ранее, 1 марта 1882, утверждённое министром внутренних дел Николаем Игнатьевым. Понятие «полицейский надзор» определялось как мера предупреждения преступных деяний против существующего государственного порядка, учреждающейся над лицами, вредными для общественного спокойствия. Поднадзорный не имел права менять место жительства, состоять на государственный и общественной службе и т.д. Существовал гласный и негласный, временный и пожизненный полицейский надзор.
Полицейский надзор был или бессрочный, как последствие ссылки на житье в Сибирь или в отдаленные, кроме сибирских, губернии; или срочный, а именно: для освобожденных из арестантских отделений — 4 года, из бывшего рабочего дома — 2 года, из крепости двух высших степеней и бывшего смирительного дома — 1 год. В некоторых случаях Уложение назначало полицейский надзор независимо от тяжести понесенного наказания, иногда на срок до 5 лет, иногда бессрочно (например, за принадлежность к незаконному сообществу).                                        
Элементы надзора
- ограничение в свободном выборе места жительства, выражающееся или в воспрещении поднадзорному жительствовать в определенных местах (например, в столицах, больших городах и т. п.), или в назначении ему правительством определенного места для жительства; во втором случае надзор составляет род ссылки;
- ограничение права передвижения из выбранной поднадзорным или назначенной ему местности.